# Anna Piskorska-Chlebowska
Anna Kazimiera Władysława Piskorska-Chlebowska (ur. 15 marca 1929 w Warszawie, zm. 11 sierpnia 1983 tamże) – polska chemiczka, podharcmistrzyni, działaczka opozycji demokratycznej w PRL.

## Dzieciństwo, wykształcenie i praca
Przed II wojną światową chodziła do szkoły powszechnej przy ul. Drewnianej w Warszawie. W czasie wojny chodziła do gimnazjum Haliny Gepnerówny nr 3, działającego pod szyldem Zawodowej Szkoły Kapeluszniczej. Po powstaniu kontynuowała naukę w gimnazjum w Konstancinie. W 1945 roku przeniosła się z matką i siostrą do Zabrza, gdzie uczyła się w gimnazjum i liceum im. Janiny Gruszczyńskiej, w klasie o profilu matematyczno-przyrodniczym. Po maturze zdanej w roku 1948 dostała się na Wydział Geologii Uniwersytetu Warszawskiego, a po roku przeniosła się na chemię. Ukończyła studia na Wydziale Chemii UW w 1954 roku, uzyskując stopień magistra filozofii i rozpoczęła pracę jako asystentka w katedrze chemii organicznej na Wydziale Farmaceutycznym Akademii Medycznej w Warszawie. Na Uniwersytecie Warszawskim obroniła doktorat z chemii organicznej w 1964 roku. W 1969 roku została usunięta z pracy za ujęcie się za swoim profesorem, pochodzenia żydowskiego. Uzyskała pracę jako adiunkt w Zakładzie Radiobiologii i Ochrony Zdrowia Instytutu Badań Jądrowych w Świerku, gdzie pracowała do śmierci w 1983 roku. W roku 1972 ukończyła Podyplomowe Studium Radiochemii na Wydziale Chemii Uniwersytetu Warszawskiego. Specjalizowała się w rozwoju metod oznaczania stężenia pierwiastków promieniotwórczych w organizmie człowieka.
Opublikowała również wiele artykułów przeglądowych oraz była autorką scenariusza filmu instruktażowego o podstawowych zestawach i czynnościach laboratoryjnych w pracowniach chemicznych (1969).

## Harcerstwo i działalność niepodległościowa
Będąc córką dwojga harcmistrzów, Tomasza Piskorskiego i Marii Piskorskiej, już od wczesnego dzieciństwa była przesiąknięta ideami harcerskimi. Była zuchem, w wieku 7 lat w czasie zlotu harcerskiego w Gdyni siedziała na kolanach Roberta Baden-Powella. W czasie wojny należała do 11 WŻDH (Warszawskiej Żeńskiej Drużyny Harcerskiej) im. Zawiszy Czarnego. Drużyna ta działała od 1915 roku na pensji Haliny Gepnerówny, przekształconej później w Gimnazjum i Liceum im. Haliny Gepnerówny przy ul. Moniuszki 8, nieprzerwanie na tym terenie łącznie z okresem konspiracji do 1944 roku. W roku 1942 część starszych dziewcząt (w tym Anna Piskorska) wraz z drużynową Anną Turczynowicz przeszła do służb łączności, tworząc pluton łączności WSK (Wojskowa Służba Kobiet), a na terenie tajnego Gimnazjum im. H. Gepnerówny powstała „młoda” 11 WDŻH.
Przed samym powstaniem Anna Piskorska została zastępową, brała udział w małym sabotażu i m.in. liczyła liczebność obsady posterunków niemieckich.
Przed Godziną „W” powstania dowódca Rejonu V Obwodu Mokotów AK Czesław Szczubełek „Jaszczur” wybrał dom, w którym mieszkała (należący do jej dziadków Podgórskich) przy ul. Powsińskiej 24 (obecnie Powsińska 104) na siedzibę dowództwa Rejonu. W wieku 14 lat, w czasie powstania była łączniczką Szarych Szeregów i sanitariuszką.

Po wojnie oddała się pracy harcerskiej. W 1945 roku została drużynową założonej przez siebie swojej pierwszej drużyny w Konstancinie, 11 WŻDH „Młody las”, nawiązującej do tradycji dawnej 11 WŻDH. Po wyjeździe do Zabrza została drużynową drużyny im. „Zawiszy Czarnego” Słonecznych Rycerzy nr 6 w Zabrzu:

W Zabrzu jako jedne z pierwszych powstały drużyny przy gimnazjum i liceum, mającym swą siedzibę w budynku przy pl. Warszawskim. Drużynowe: Anna Piskorska, Wiesława Otto, Zofia Wencel tak ciekawie organizowały pracę drużyn, że ich szeregi rosły z dnia na dzień, a drużyny nr 6 i 8 zyskałoby miano najlepszych w Zabrzu.

 Pracowała jako instruktor ZHP w Komendzie Hufca Zabrze. Wraz z Jadwigą Wardasówną prowadziła świetlicę dla sierot wojennych i ubogich dzieci. Również z nią wystawiała w teatrze w Zabrzu sztuki dla dzieci: Szewc Dratewka, Sklep z lalkami i Sklep z zabawkami. Próbowała też realizować poważniejsze ambicje aktorskie, wystawiając – wraz ze szkołą – adaptację Balladyny Słowackiego pt. Goplana.
Ukończyła kurs podharcmistrzowski w roku 1947. Była oboźną obozu na Krzeptówkach w Zakopanem. Uczestniczyła w zlocie reaktywującego się harcerstwa w 1956 roku, pracowała w hufcu Wola, prowadząc drużynę żeńską im. Zawiszy Czarnego w III Liceum Ogólnokształcącym im. gen. Sowińskiego. Prowadziła obozy w Pieckach (1957), w Lucieniu (1958) i w Czatoży (1958). We wczesnych latach 60. XX w. zawiesiła swoją działalność w harcerstwie ze względu na zmiany polityczne w ZHP.
W latach 70. przez 2 kadencje była przewodniczącą Komitetu Osiedlowego Osiedla „Przyjaźń” w Warszawie, później – do stanu wojennego – członkinią jego zarządu.
W latach 1976–1981 była współpracowniczką KOR i KSS „KOR” (przepisywanie „Komunikatów KOR”, udostępnianie mieszkania na spotkania, składanie Biuletynów Informacyjnych KSS „KOR”). W latach 1979–1980 była współorganizatorką systemu zaopatrywania wydawnictwa NOWA w materiały poligraficzne i in.; w tym samym okresie przepisywała z taśm magnetofonowych wykłady Towarzystwa Kursów Naukowych do publikacji w niezależnych czasopismach.
W sierpniu 1980 roku udostępniła swoje mieszkanie oraz telefon na organizację punktu kontaktowego „Solidarności”. W latach 1980–1981 była członkinią redakcji „Biuletynu Informacyjnego NSZZ «Solidarność» w IBJ”. We wrześniu 1980 roku prowadziła na terenie IBJ masową akcję zbierania podpisów za przywróceniem do pracy Mirosława Chojeckiego, bezpodstawnie zwolnionego z tego instytutu.
Natychmiast po wybuchu stanu wojennego zaczęła organizować opiekę nad rodzinami internowanych oraz zbiórkę pieniędzy i darów dla Prymasowskiego Komitetu Pomocy Osobom Pozbawionym Wolności i ich Rodzinom. Została łączniczką sieci informacyjnej RKW Mazowsze. Od marca 1982 roku wspierała organizację sieci informacyjnej „Tygodnika Mazowsze”.

## Życie prywatne
Anna Piskorska-Chlebowska była:

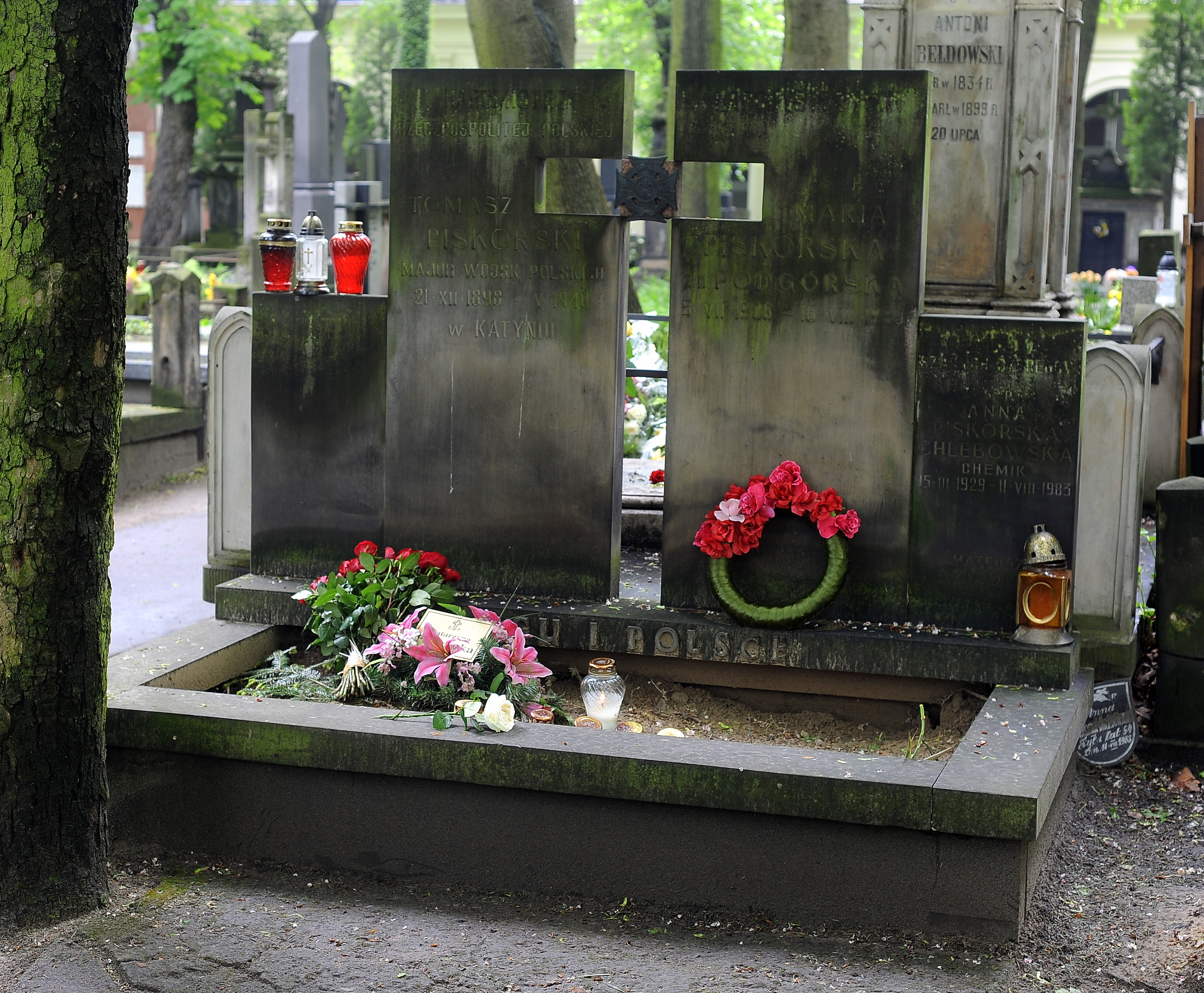
Grób Anny Piskorskiej-Chlebowskiej, gdzie leżą również jej matka i siostra. Jest to również symboliczny grób jej ojca

- prapraprawnuczką m.in. Franciszka Kosteckiego,
- praprawnuczką m.in. Walentego Wierzyckiego,
- prawnuczką m.in. Wandy Podgórskiej – pisarki i Augusta Piskorskiego – białoskórnika,
- wnuczką m.in. działaczy niepodległościowych Przemysława Podgórskiego i Anny Podgórskiej oraz Wacława Piskorskiego – starszego cechu białoskórników w Warszawie,
- córką instruktorów harcerskich i działaczy niepodległościowych Tomasza Piskorskiego i Marii z Podgórskich Piskorskiej,
- siostrą Katarzyny Piskorskiej, która zginęła w 2010 r. w czasie katastrofy polskiego Tu-154 w Smoleńsku,
- żoną Cezarego Chlebowskiego, historyka i pisarza,
- matką Weroniki Chlebowskiej-Dziadosz i Tomasza Chlebowskiego.

W dzieciństwie, aż do powstania warszawskiego mieszkała przy ul. Nowy Zjazd 3 m. 5 w Warszawie. Po zburzeniu jej rodzinnego domu, po upadku powstania przez pewien czas mieszkała w Konstancinie i Zabrzu. W 1948 roku wróciła z matką i siostrą do Warszawy i zamieszkała w domu jej dziadków – w Willi Podgórskich przy ul. Powsińskiej 104, wraz z siostrą, matką i babką – Anną Podgórską. W czerwcu 1951 roku wyszła za mąż za Cezarego Chlebowskiego, z którym pozostawała w związku małżeńskim do roku 1966. Po krótkim okresie mieszkania w domu męża jej kuzynki Stanisława Jurkiewicza przy ul. Kieleckiej w Warszawie, od 1955 roku do tragicznej śmierci w 1983 roku mieszkała na Osiedlu „Przyjaźń” w Warszawie.
Zginęła w 1983 roku. Została pochowana na cmentarzu Powązkowskim (kwatera 18-1-1) w grobie rodzinnym przy swoich rodzicach (symbolicznym grobie jej ojca, który zginął w 1940 roku w Charkowie).